# Gabriel Bibron
Gabriel Bibron (født 20. oktober 1805 i Paris, død 27. marts 1848 i Saint-Alban-les-Eaux) var en fransk zoolog. Han var André Marie Constant Dumérils assistent, men døde i en forholdsvis ung alder af tuberkulose.